# Oscar Debunne
Pour les articles homonymes, voir Debunne.
Oscar Auguste Debunne, né le 24 avril 1921 à Forest (Belgique), et mort le 11 mai 2006 à Uccle (Belgique), est un homme politique et haut fonctionnaire belge.
Oscar Debunne né Oscar Deboeuf, de la relation illégitime de l'homme politique Auguste Debunne et de Bertha Deboeuf. Après la mort de la première femme d'Auguste en 1935, le couple se marie et Oscar est reconnu légalement.
Oscar obtient un doctorat en droit en 1943 à l'université de Gand. Il exerce au barreau de Gand de 1944 à 1948. Pendant la Seconde Guerre mondiale, il est actif dans la résistance belge face à l'occupation allemande.
En 1952, il devient bourgmestre d'Alost, sous la bannière du Parti socialiste belge. En 1954, il est élu député. En avril 1956, il démissionne brusquement de ses deux postes, officiellement pour des raisons personnelles. Les journaux le rapportent pendant un certain temps comme étant « introuvable».
Proche du ministre Paul-Henri Spaak, celui-ci propose à Oscar une mission d’assistance technique des Nations-Unies en Inde et au Népal, de 1956 à 1959. Puis de 1959 à 1967, il est en poste à la Direction économique du l'Organisation du traité de l'Atlantique nord (OTAN) à Paris. En 1967, il devient le directeur-adjoint de la direction économique de l'OTAN alors déménagée à Bruxelles, puis en 1973 il en devient le directeur.
En 1975, fidèle à son engagement socialiste, il devient directeur de l'Institut Emile Vandervelde, jusqu'en 1986. Au cours de cette période, de 1978 à 1982, il est également président du conseil consultatif de l’Administration générale de l’aide au développement (AGAD). Entre 1982 et 1992, il préside le Fonds voor ontwikkelingsamenwerking (Solidarité socialiste néerlandophone). À partir de 1990, il est directeur de l'Institut européen d'études de l'Asie du Sud et du Sud-Est à Bruxelles.
Oscar Debunne se qualifie, lors d'une interview en 1993, de « ni Flamand, ni Wallon, mais Européen » et de « socialiste, agnostique, humaniste et universaliste ».